# Sphärensatz
Der Sphärensatz ist ein bedeutendes Resultat aus der globalen riemannschen Geometrie. Nach Vorarbeiten von Harry Rauch bewiesen Wilhelm Klingenberg und Marcel Berger diesen Satz im Jahr 1961.

## Sphärensatz

### (Klassischer) Sphärensatz
Sei {\displaystyle (M,g)} eine n-dimensionale, kompakte, einfach zusammenhängende, riemannsche Mannigfaltigkeit, für deren Schnittkrümmung {\displaystyle K}
{\displaystyle 0<h<K\leq 1}
mit {\displaystyle \textstyle h={\frac {1}{4}}} gilt. Dann ist {\displaystyle M} homöomorph zur Sphäre.

### Differenzierbarer Sphärensatz
Erfüllt die riemannsche Mannigfaltigkeit {\displaystyle (M,g)} beziehungsweise deren Schnittkrümmung dieselben Voraussetzungen wie im (klassischen) Sphärensatzes, so ist {\displaystyle M} diffeomorph zur Sphäre, die mit der normalen differenzierbaren Struktur ausgestattet ist.

## Entstehung des Satzes
Der Sphärensatz wurde von Harry Rauch im Jahr 1951 für {\displaystyle \textstyle h\sim {\frac {3}{4}}} bewiesen. Wilhelm Klingenberg brachte dieses Problem mit dem Schnittort in Zusammenhang. In dem Fall, dass die Mannigfaltigkeit gerade Dimension hat und obige Ungleichung bezüglich der Schnittkrümmung erfüllt, war die Entfernung zum Schnittort größergleich {\displaystyle \pi } (Lemma von Klingenberg). Mit dieser Aussage bewies Klingenberg den Sphärensatz für {\displaystyle h\,\sim \,0{,}55} und gerade Dimension. Mit Hilfe des Satzes von Toponogov und des gerade erwähnten Lemmas von Klingenberg bewies 1960 Marcel Berger den Sphärensatz für {\displaystyle \textstyle h={\frac {1}{4}}} und gerade Dimension. Im Jahr 1961 konnte Klingenberg das erwähnte Lemma auch für ungerade Dimension beweisen. Der Beweis für ungerade Dimensionen ist ungleich komplizierter und verwendet Morsetheorie. Dies vollendete den Beweis des Sphärensatzes. Tsukamoto konnte zeigen, dass der Satz von Toponogov für den Beweis des Sphärensatzes nicht notwendig ist.
Im Jahr 2007 gelang es Simon Brendle und Richard Schoen zu beweisen, dass unter obigen Voraussetzungen die Mannigfaltigkeit {\displaystyle M} sogar diffeomorph zur Sphäre ist.

## Hilfsaussagen
In diesem Abschnitt werden noch einige Aussagen aufgezeigt, die wichtig für den Beweis des Sphärensatzes sind. Das hier als erstes angegebene Lemma von Klingenberg entspricht dem aus dem obigen Abschnitt. 

### Lemma von Klingenberg
Sei {\displaystyle M} eine kompakte, einfach zusammenhängende, riemannsche Mannigfaltigkeit, für deren Schnittkrümmung {\displaystyle K} die Ungleichung
{\displaystyle {\frac {1}{4}}<K\leq 1}
gilt. Dann folgt 
{\displaystyle i(M)\geq \pi ,}
wobei {\displaystyle i(M)} den kürzesten Abstand zu einem nächsten Schnittort meint. Dies nennt man auch den injektiven Radius von {\displaystyle M.}

### Existenz von Hemisphären
Sei {\displaystyle M} eine n-dimensionale, kompakte, einfach zusammenhängende, riemannsche Mannigfaltigkeit, für deren Schnittkrümmung {\displaystyle \textstyle {\frac {1}{4}}<\delta \leq K\leq 1}
gilt, und seien {\displaystyle p,q\in M}, so dass {\displaystyle d(p,q)=\operatorname {diam} (M)} gilt. Dann folgt
{\displaystyle M=B_{\rho }(p)\cup B_{\rho }(q),}
wobei {\displaystyle B_{\rho }(p)\subset M} den offenen geodätischen Ball mit Radius {\displaystyle {\tfrac {\pi }{2}}{\sqrt {\delta }}<\rho <\pi } und mit Mittelpunkt {\displaystyle p\in M} bezeichnet. Die Funktion {\displaystyle \operatorname {diam} } gibt den Durchmesser der riemannschen Mannigfaltigkeit an.

### Existenz eines Äquators
Unter den zur Existenz von Hemisphären gemachten Voraussetzungen existiert für jede Geodätische mit der Länge {\displaystyle \rho } und mit Startpunkt {\displaystyle p} ein eindeutiger Punkt {\displaystyle k}, so dass 
{\displaystyle d(p,k)=d(q,k)}
gilt. Genauso gilt für jede Geodätische mit Startpunkt {\displaystyle q} und Länge {\displaystyle \rho }, dass ein eindeutiger Punkt {\displaystyle l} existiert, welcher äquidistant von {\displaystyle p} und {\displaystyle q} ist. Die Funktion {\displaystyle d(.,.)} ist die Abstandsfunktion, welche durch die riemannsche Metrik induziert wird.

## Weitere Anmerkungen

### Konstruierter Homöomorphismus
Berger konstruierte in dem Beweis des Sphärensatzes eine Funktion {\displaystyle h\colon \mathbb {S} ^{n}\to M}, von der er zeigte, dass sie ein Homöomorphismus ist. Sei {\displaystyle I\colon T_{\bar {p}}\mathbb {S} ^{n}\to T_{p}M} für ein {\displaystyle {\bar {p}}\in \mathbb {S} ^{n}} eine Isometrie und sei {\displaystyle {\bar {q}}=-{\bar {p}}} der antipodale Punkt von {\displaystyle {\bar {p}}}. Die Funktion {\displaystyle h\colon \mathbb {S} ^{n}\to M} ist nun definiert durch
{\displaystyle x\mapsto {\begin{cases}p,&x={\bar {p}}\in \mathbb {S} ^{n}\\\exp _{p}\left({\frac {d(x,{\bar {p}})}{\pi /2}}\cdot (f\circ I\circ \exp _{\bar {p}}^{-1})(x)\right),&d(x,{\bar {p}})\leq {\tfrac {\pi }{2}}\\\exp _{q}\left({\frac {d(x,{\bar {q}})}{\pi /2}}\cdot (\exp _{q}^{-1}\circ \exp _{p}\circ f\circ I\circ \exp _{\bar {p}}^{-1})(x)\right),&d(x,{\bar {q}})\leq {\tfrac {\pi }{2}}\\q,&x={\bar {q}}\in \mathbb {S} ^{n}.\end{cases}}}
Die Funktion {\displaystyle \exp } ist die Exponentialabbildung und {\displaystyle d(.,.)} ist die Abstandsfunktion, welche durch die riemannsche Metrik induziert wird.

### Optimale Schranke
Der komplexe projektive Raum {\displaystyle \mathbb {C} \mathbb {P} ^{n}} für {\displaystyle n>1} ist kompakt und einfach zusammenhängend und die Schnittkrümmung erfüllt die Ungleichung {\displaystyle \textstyle {\frac {1}{4}}\leq K\leq 1}. Es ist jedoch bekannt, dass der komplex projektive Raum nicht homöomorph zur Sphäre ist. Das heißt, bei gerader Dimension {\displaystyle n\geq 4} ist {\displaystyle {\tfrac {1}{4}}} die optimale Schranke. Bei ungerader Dimension ist bekannt, dass der Satz auch für {\displaystyle \textstyle {\frac {1}{4}}\leq K\leq 1} gilt. Jedoch ist die optimale Schranke noch nicht gefunden worden. Für Dimension {\displaystyle n=2,3} ist der Satz sogar für {\displaystyle \textstyle 0\leq K\leq 1} richtig.

## Satz von Hamilton
Fünfundzwanzig Jahre, bevor der differenzierbare Sphärensatz bewiesen werden konnte, veröffentlichte Richard S. Hamilton im Jahr 1982 einen Satz, den er mit Hilfe von Techniken aus der Theorie der partiellen Differentialgleichungen aus dem (topologischen) Sphärensatz ableitete. Die Aussage des Satzes lautet:
Sei {\displaystyle M} eine kompakte, einfach zusammenhängende, riemannsche Mannigfaltigkeit der Dimension drei mit strikt positiver Ricci-Krümmung. Dann ist {\displaystyle M} diffeomorph zur Sphäre {\displaystyle \mathbb {S} ^{3}}.